# 马来酸单甲酯
马来酸单甲酯（英語：monomethyl maleate，或称为顺丁烯二酸一甲酯）是一种有机化合物，结构简式CH3OOCCH=CHCOOH，属于不饱和二羧酸单甲酯。它可由马来酸酐和甲醇反应制得。